# Styx (группа)
Styx (произносится как «Стикс») — американская рок-группа, пик популярности которой приходится на 1970-е и 1980-е, с такими хитами, как «Come Sail Away», «Rockin The Paradise», «Babe», «Boat On The River», «Lady», «Suite Madame Blue», «Mr. Roboto», «Renegade», «Crystal ball». Styx — первая группа, четыре альбома которой подряд были признаны RIAA мультиплатиновыми.

## История группы

### Ранние годы
Группа была основана в Чикаго в 1965 как «The Tradewinds» и играла в местных барах в окрестностях Чикагского Государственного Университета. В это время состав группы включал братьев Чака Паноззо и Джона Паноззо на гитаре и ударных соответственно и вокалиста, пианиста, клавишника и аккордеониста Денниса Де Янга. Позже они изменили своё название на «TW4», Чак стал играть на бас-гитаре, и в группу пришли гитаристы/вокалисты Джеймс «J.Y.» Янг и Джон Курулевски.
Участники группы решили сменить своё название, когда стали работать с Wooden Nickel Records. Они собрались и, как сказал Де Янг, название «Styx» было выбрано, потому что «это было единственное, что никто из нас не ненавидел».
Альбомы, записанные с Wooden Nickel Records: Styx (1972), Styx II (1973), The Serpent Is Rising (1973) и Man of Miracles (1974), были смесью рока с вкраплениями прогрессивного рока и арт-рока. The Serpent Is Rising был так называемым концептуальным альбомом, который положил начало стилю группы, получившему развитие в 1980-х.
«Krakatoa», наиболее известная песня с альбома The Serpent Is Rising (1973), вдохновила режиссёра Джорджа Лукаса на создание THX, логотипа Deep Note.

### Популярность
Седьмой альбом группы, The Grand Illusion, был выпущен 7 июля 1977 и стал прорывным альбомом: он был сертифицирован как трижды «платиновый». Альбом содержал «Come Sail Away», хит-сингл, вошедший в первую десятку чарта и ставший фаворитом на радио. Сингл достиг № 8 в 1978 году. Композиция «Fooling Yourself (The Angry Young Man)», сочинённая Шоу, прописалась на радио и достигла № 29 в том же году. Заглавный трек также получил значительную ротацию.
Альбом 1979 года, Cornerstone (вторая строчка Billboard), оказался на редкость урожайным: баллада ДеЯнга «Babe», первый хит номер 1 группы в США, ставший популярным во многих странах мира; композиция ДеЯнга «Why Me» (№ 26); «Borrowed Time» (ДеЯнг/Шоу) и «Boat on the River» (Шоу), ставший хитом во многих странах Европы.
На волне успеха композиции «Babe» ДеЯнг начал склоняться в сторону большей театральности, в то время как Шоу и Янг пытались придерживаться традиционного хард-рока. К началу 1980-х годов по поводу выбора музыкального направления в группе стали возникать споры: Шоу и Джеймс Янг даже возражали против выпуска баллады «First Time» с альбома Cornerstone вторым синглом. Разногласия, впрочем, были вскоре устранены.

### 1981—1982:Paradise Theatre
В январе 1981 Styx выпустили альбом Paradise Theater — концептуальный альбом, ставший их большим успехом (номер 1 в чарте поп-альбомов Billboard). Было издано пять синглов с этого диска, включая «The Best of Times» (ДеЯнг) (№ 3) и «Too Much Time on My Hands» (Шоу) (№ 9).
Группа была обвинена одним из калифорнийских религиозных объединений и, позже, Родительским центром музыкального ресурса в помещении скрытого сатанинского послания, записанного в обратную сторону, в антикокаиновый гимн «Snowblind». Джеймс Янг опроверг это обвинение во время концертного выступления, сыграв вступление к этой песне. Деннис ДеЯнг также был не согласен с таким прочтением, пошутив в программе In the Studio with Redbeard: «мы достаточно помучались, записывая музыку в нормальную сторону». Также он заявил:

Если бы мы хотели привнести что-либо сатанинское в наши песни, мы бы сделали это открыто, и вам бы не нужно было покупать магнитофон за 400 долларов, <чтобы прослушать какое-то там скрытое послание, записанное в обратную сторону>

### 1983—1984:Kilroy Was Hereи распад
Группа последовала примеру ДеЯнга со своим следующим проектом, Kilroy Was Here, еще одним полностью реализованным концептуальным альбомом, имеющим форму рок-оперы. События происходят в будущем, когда исполнение и воспроизведение рок-музыки было объявлено вне закона благодаря усилиям харизматического евангелиста, доктора Эверетта Праведного, которого сыграл Джеймс Янг. Деннис ДеЯнг сыграл Килроя, несправедливо заключенную в тюрьму рок-звезду. Томми Шоу играл роль Джонатана Шанса, молодого рокера, который борется за свободу Килроя и отмену запрета на рок-музыку. Это будущее общество обслуживается роботами, которые выполняют много работ, а некоторые служат тюремными охранниками Килроя.
Альбом включал песню Джеймса Янга «Heavy Metal Poisoning». Оба варианта также имели отношение к истории Килроя, потому что злодей являлся евангелистом, который стремится расширить свое движение «Движение к морали» посредством массовых демонстраций.
Альбом был номинирован на премию Грэмми в категории «Лучший инжиниринг неклассического альбома».
Гитарист Томми Шо покинул группу в конце тура, чтобы заниматься сольной карьерой. В 1984 году группа выпустила свой первый концертный альбом Caught in the Act, который содержал единственный студийный трек «Music Time», вошедший в Топ 40. Концерт также был снят и выпущен на VHS под тем же названием (и на DVD в 2007 году). К моменту выхода альбома группа уже распалась.

### 1990—1992:Edge of the Century
Styx воссоединились в 1990 году, пригласив Глена Бартника в качестве нового гитариста. Шоу к тому времени посвятил себя недавно созданной супергруппе Damn Yankees.
В новом составе группа выпустила один альбом, «Edge of the Century» (1990). Styx гастролировали по США весной и летом 1991 года, однако в том же году их лейбл А&M (с которым музыканты работали 15 лет) был куплен компанией Polygram, которая не заинтересовалась проектом. После этого набор демо под названием «Сын края» был показан другим лейблам, но учитывая, что в рок-прессе, видеоканалах и радиоэфире доминировал грандж, крупные звукозаписывающие компании не проявили заинтересованности в музыке Styx. В 1992 году Styx распались во второй раз.

### 1996 — н.в.
В 1996 году Styx снова воссоединились. Воссоединившийся состав не включил в себя Джона Паноззо, который умер 16 июля 1996 года от цирроза печени, вызванного многолетним алкоголизмом. Тодд Сукерман заменил Паноззо на записи студийного альбома Brave New World.
В 1999 году отношения между участниками группы обострились. Деннис Де Янг рассчитывал развивать группу в ключе поп-музыки, в то время как материал Томми Шоу и Джеймса Янга был значительно более хард-роковым. Конфликт привёл к уходу Де Янга в 1999 году. Новым клавишником группы стал Лоуренс Гован.
Также в 1999 году бессменный басист группы Чак Паноззо отстранился от дел группы из-за проблем со здоровьем, связанных с ВИЧ-инфекцией. В 2001 году Паноззо совершил каминг-аут как гей.

Несмотря на ротации состава, в новом тысячелетии Styx записали альбомы Cyclorama (2003), Big Bang Theory (2005) и The Mission (2017).

## Состав

### Текущий состав
- Джеймс «J.Y.» Янг — вокал, гитара, клавишные (1971—1984, 1989—1992, 1995—наши дни)
- Томми Шо — вокал, гитара, мандолина (1975—1984, 1995—наши дни)
- Тодд Сукерман — ударные (1995—наши дни)
- Лоуренс Гован — вокал, клавишные, гитара (1999—наши дни)
- Уилл Эванкович — гитара, клавишные (2021—наши дни)
- Терри Гован — бас-гитара (2024—наши дни)

Приглашённый музыкант
- Чак Паноццо — бас-гитара (1999—наши дни; официально — 1971—1984, 1989—1992, 1995—1999)

### Бывшие участники
- Деннис Де Янг — вокал, клавишные, аккордеон (1971—1984, 1989—1992, 1995—1999)
- Джон Паноццо — ударные (1971—1984, 1989—1992, 1995—1996; умер в 1996)
- Джон «J.C.» Курулевски — вокал, гитара, клавишные (1971—1975; умер в 1988)
- Глен Бартник — вокал, гитара (1990—1992); вокал, бас-гитара, гитара (1999—2003)
- Рики Филлипс — бас-гитара, гитара (2003—наши дни)

## Дискография
Студийные альбомы
- Styx (1972)
- Styx II (1973)
- The Serpent Is Rising (1973)
- Man of Miracles (1974)
- Equinox (1975)
- Crystal Ball (1976)
- The Grand Illusion (1977)
- Pieces of Eight (1978)
- Cornerstone (1979)
- Paradise Theater (1980)
- Kilroy Was Here (1983)
- Edge of the Century (1990)
- Brave New World (1999)
- Cyclorama (2003)
- Big Bang Theory (2005)
- The Mission (2017)
- Crash of the Crown (2021)